# Hara (Nagano)
Pour les articles homonymes, voir Hara.
Hara (原村, Hara-mura) est un village du district de Suwa, dans la préfecture de Nagano au Japon.

## Géographie

### Démographie
Au 1er juin 2016, la population de Hara s'élevait à 7 478 habitants répartis sur une superficie de 43,26 km2.

## Honneur
L'astéroïde (7143) Haramura est nommé en son honneur.